# دوره ششم مجلس شورای ملی
ششمین مجلس شورای ملی  در  ۱۹ تیر ۱۳۰۵ خورشیدی برابر با  ۳۰ ذیحجه ۱۳۴۴ قمری توسط رضا شاه افتتاح و در ۲۲ مرداد  ۱۳۰۷ خورشیدی (۲۶ صفر ۱۳۴۷) پایان یافت.